# Pré-visualização (informática)
A pré-visualização ou vista prévia é uma função de cálculo para mostrar um documento, página ou um filme, antes que seja produzida na forma final.

## Pré-visualização de impressão
Pré-visualização de impressão é um recurso que permite aos usuários visualizar as páginas que estão prestes a imprimir, permitindo que os usuários vejam exatamente como vai ser. Então a pré-visualização do projeto será parecido quando impresso sem obter a impressão, os usuários podem verificar e corrigir os possíveis erros antes de prosseguir na impressão real. A maioria dos aplicativos apresentam um pré-visualização de impressão e, em alguns aplicativos, como Adobe Photoshop ou Microsoft Office, a função se abre automaticamente "Pré-visualizar" quando o menu "Imprimir" está selecionado. Este recurso é útil para garantir que o projeto esteja de maneira que o usuário espera antes da impressão real.